# Nino Bertolaia
Nino Bertolaia (ur. 19 stycznia 1905 w Mediolanie, zm. w 1975) – włoski szpadzista, złoty medalista mistrzostw świata.
Podczas mistrzostw świata w Wiedniu w 1931 roku (oficjalnie imprezy tego cyklu rozgrywane są pod tą nazwą od 1937) Włosi w składzie: Carlo Agostoni, Nino Bertolaia, Giancarlo Cornaggia-Medici, Renzo Minoli, Saverio Ragno i Franco Riccardi zdobyli złoty medal w szpadzie drużynowej Był to jego jedyny medal w zawodach tego cyklu.
Nigdy nie wziął udziału w igrzyskach olimpijskich.